# NGC 5951
NGC 5951 ist eine Balken-Spiralgalaxie vom Hubble-Typ SBc im Sternbild Schlange nördlich der Ekliptik. Sie ist schätzungsweise 83 Millionen Lichtjahre von der Milchstraße entfernt und hat einen Durchmesser von etwa 85.000 Lichtjahren. Gemeinsam mit NGC 5953 und NGC 5954 bildet sie das Galaxientrio KTG 62 und zusammen sind sie Mitglieder der NGC 5962-Gruppe (LGG 400).
Das Objekt wurde am 19. März 1787 von William Herschel entdeckt.